# Lestanville
Lestanville is een gemeente in het Franse departement Seine-Maritime (regio Normandië) en telt 97 inwoners (2009). De plaats maakt deel uit van het arrondissement Dieppe.

## Geografie
De oppervlakte van Lestanville bedraagt 1,6 km², de bevolkingsdichtheid is dus 60,6 inwoners per km².
De onderstaande kaart toont de ligging van Lestanville met de belangrijkste infrastructuur en aangrenzende gemeenten.

## Demografie
Onderstaande figuur toont het verloop van het inwonertal (bron: INSEE-tellingen).